# Freak show fight

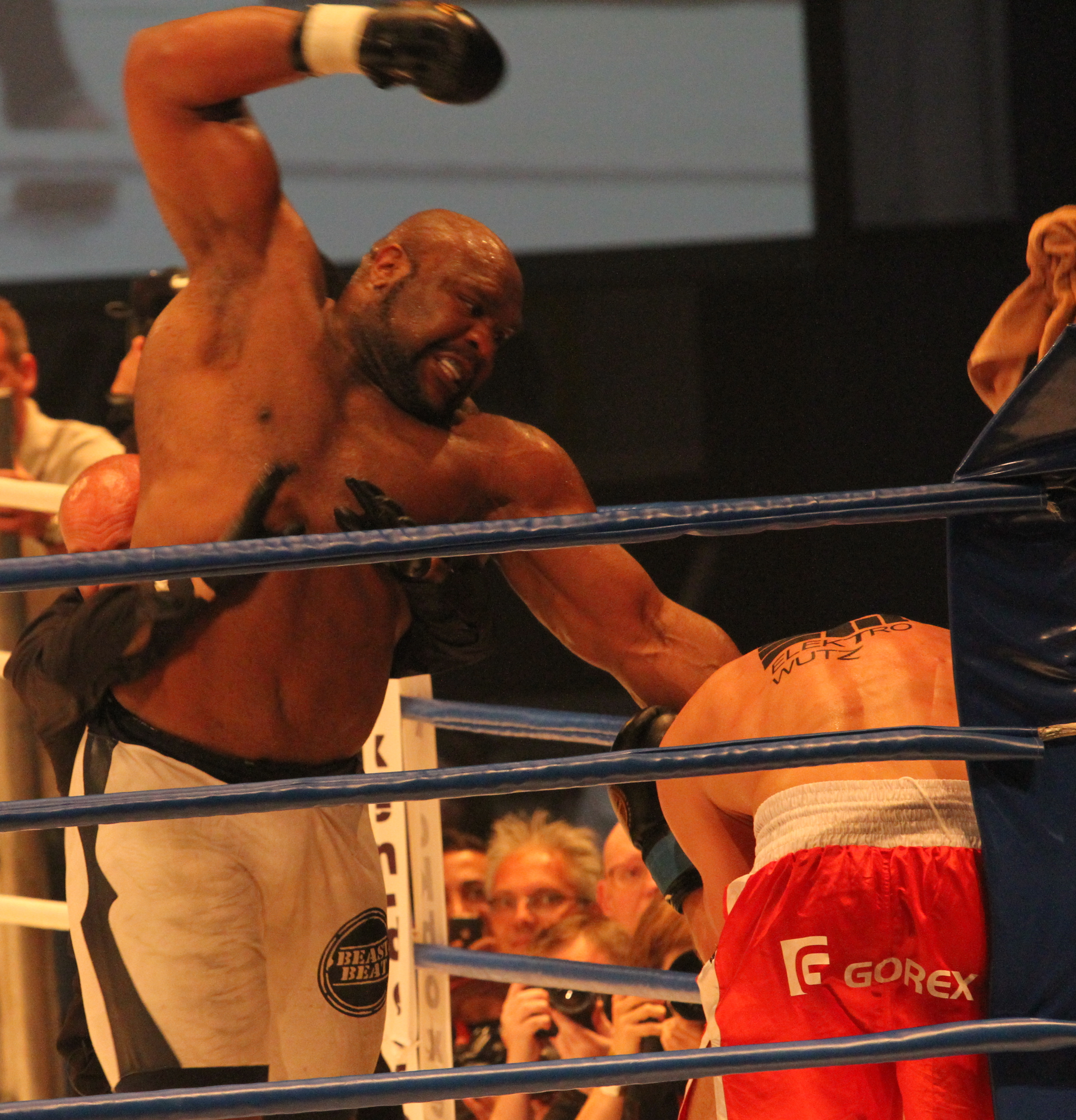
Bob Sapp walczący z Florianem Pavicem

Freak show fight, potocznie freak fight – idiomatyczny termin używany w boksie, kick-boxingu oraz MMA, oznaczający walkę charakteryzującą się głęboką rozbieżnością w umiejętnościach, doświadczeniu lub wadze między zawodnikami. Tego typu pojedynki były powszechne we wczesnej historii mieszanych sztuk walki, jednak wraz z wdrożeniem odpowiednich regulacji przez właściwe komisje, w tym wprowadzeniem oficjalnych klas wagowych, stały się one rzadkością. Mimo to freak show fights nadal były organizowane, między innymi w Japonii, gdzie częstotliwość wykorzystywania tego typu walk do promocji sprawiła, że freak show fights zaczęły być swego czasu uznawane w popkulturze za zjawisko typowo japońskie. Walki te stanowią źródło licznych kontrowersji wśród ekspertów, ponieważ postrzegane są jako wydarzenia przedkładające funkcję bycia widowiskiem nad byciem prawdziwą sportową rywalizacją. Niezależnie od zarzutów wysuwanych przez znawców walki te pozostają popularne pośród szerszej publiczności z uwagi na ich wartość rozrywkową.
Freak fightami określane są także walki osób niezwiązanych na co dzień ze sportami walki, m.in. celebrytów, piosenkarzy, raperów, youtuberów, influencerów czy innych osób znanych ze świata mediów, a także sportowców uprawiających inne dyscypliny. Przyjęło się, że osoba medialna spoza sportów walki nazywana jest tzw. freak fighterem.

## Freak fighty w Polsce

### Pierwsze freak fighty

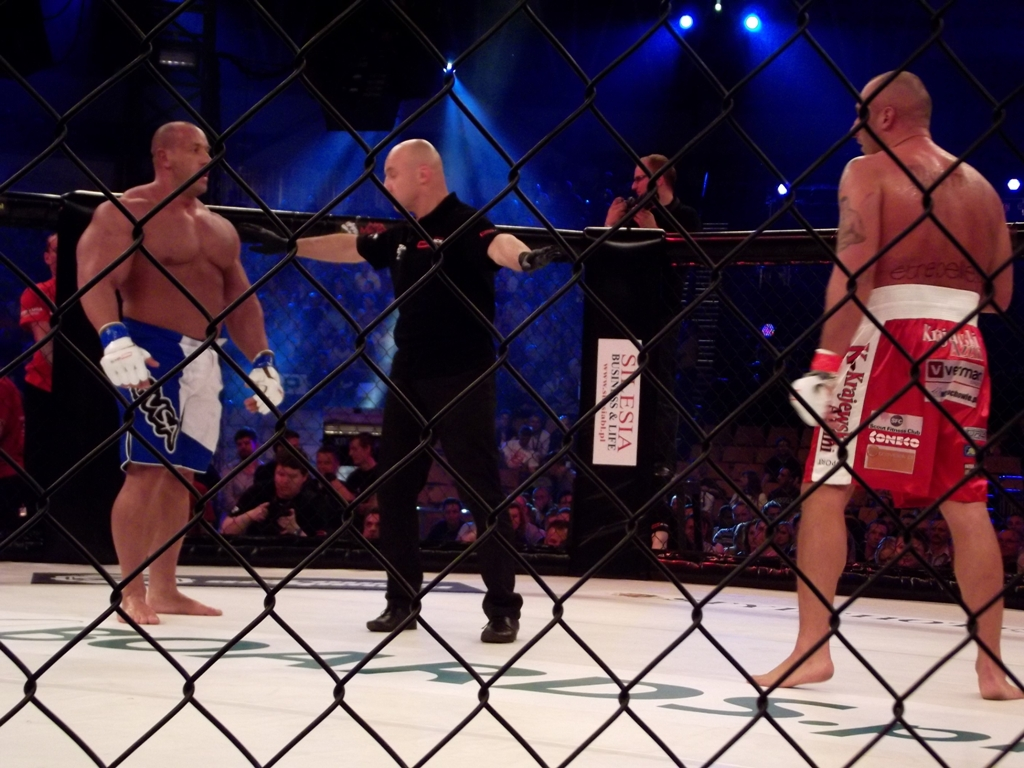
Robert Burneika kontra Marcin Najman podczas gali MMA Attack 2.

Za pierwszą walkę freak fightową w Polsce uznaje się pojedynek na zasadach MMA między strongmanem Mariuszem Pudzianowskim a pięściarzem Marcinem Najmanem na gali KSW 12, 11 grudnia 2009 roku. Walka zakończyła się szybkim zwycięstwem „Pudziana” przez nokaut w 43 sekundzie.
3 lata po tym pojedynku, MMA Attack zorganizowała kolejny freak fight, w którym Najman zmierzył się z litewskim kulturystą Robertem Burneiką. Zwycięsko z tego pojedynku wyszedł Burneika, po poddaniu „El Testosterona” w 2. rundzie. Na kolejnej gali MMA Attack Burneika zawalczył z 50 kg lżejszym Dawidem Ozdobą. Walka zakończyła się dyskwalifikacją Ozdoby z powodu uciekania od walki.
7 lat po walce Pudzianowskiego z Najmanem KSW powróciło do organizowania freak fightów i tym samym podczas gali KSW 36: Trzy Korony zmierzyli się Mariusz Pudzianowski z raperem Pawłem Mikołajuwem. Freak fight zwyciężył już po minucie starcia przez TKO „Pudzian”. Rok później podczas KSW 39: Colosseum doszło do pojedynku pomiędzy „Popkiem” i „Hardkorowym Koksem” Burneiką. Tym razem triumfował raper, technicznie nokautując Litwina. Siedem miesięcy później na wydarzeniu KSW 41 Mikołajuw walczył przeciwko aktorowi, Tomaszowi Oświecińskiemu. Ponownie „Popek” uległ rywalowi przez TKO w 2 rundzie.

### Fame MMA

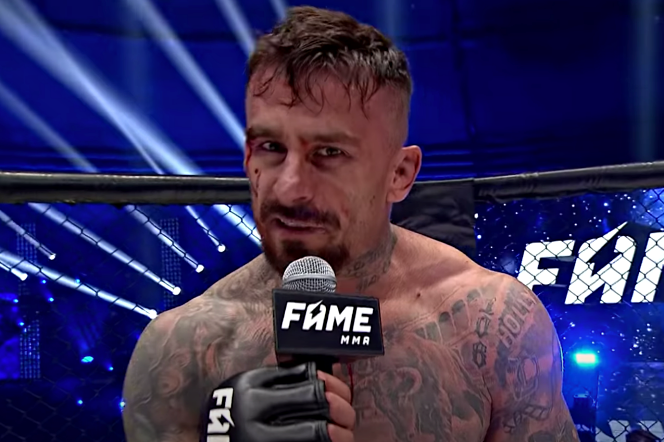
Arkadiusz Tańcula – freak fighter walczący podczas gali Fame MMA 6.

W 2018 roku powstała pierwsza polska federacja opierająca się w całości na freak fightach – Fame MMA. Podczas pierwszych gal występowali głównie youtuberzy, patostreamerzy oraz osoby kojarzone z mediów i telewizji, m.in. Boxdel, Daniel Magical, Rafonix czy Adrian Polak. Federacja organizowała niestandardowe pojedynki jak np. tzw. walka Dawida z Goliatem, w której to Maksymilian Wiewiórka zmierzył się z 40 kg cięższym Michałem Handke, pojedynek rycerzy, walka dwóch na dwóch czy starcie osoby niskorosłej z osobą o normalnym wzroście. Po powstaniu federacji większość osób ze środowiska MMA krytykowało organizację, zarzucając jej psucie wizerunku prawdziwych sportowców walczących w oktagonie. Z czasem Fame MMA zaczęło ograniczać występy osób uznawanych za patologiczne, a zatrudniało influencerów kojarzonych przez młodych ludzi, takich jak Marcin Dubiel, Kacper Blonsky, Tromba z Ekipy czy Gimper. Przełomem w historii Fame MMA było zatrudnienie byłego mistrza KSW oraz dawnego zawodnika UFC Normana Parke’a. Od tego czasu w klatce Fame zaczęli pojawiać się również kolejni zawodowi zawodnicy MMA, tacy jak Borys Mańkowski, Marcin Wrzosek czy Michał Pasternak.

### Kolejne federacje
W odpowiedzi na rosnącą popularność Fame MMA, w 2019 roku powołano konkurencyjną federację – Free Fight Federation. Federacja ta nie przetrwała jednak długo, gdyż druga i tym samym ostatnia gala miała miejsce w grudniu tego samego roku.
Kolejne freak fightowe federacje powstały w 2021 roku: w lutym odbyła się pierwsza edycja założonego przez Marcina Najmana MMA-VIP, w lipcu Elite Fighters, w sierpniu High League, a w lutym następnego roku Prime Show MMA.

## Freak fighty w Rosji
Pod koniec listopada 2020 roku na rosyjskiej gali Nashe Delo 10 w Moskwie, doszło do walki damsko-męskiej, pomiędzy zawodniczką MMA, Dariną Madziuk, a ważącym 240 kg blogerem, Grigorijm Czystjakowem. Pojedynek zwyciężyła kobieta już w pierwszej rundzie, zasypując otyłego mężczyznę ciosami w parterze.
W 2021 roku została powołana rosyjska federacja Epic Fighting Championship, która podobnie jak polskie Fame MMA, skupia się na organizacji walk czysto freak'owych.
Na jednej z gali Epic FC doszło do nietypowej walki, w której zmierzył się; 75-letni mężczyzna i jego 18-letni wnuk przeciwko otyłej kobiecie. Kontrowersyjna była nie tylko sama walka, ale też werdykt, gdyż sędziowie orzekli remis.
Na następnej gali Epic FC doszło ponownie do walki damsko-męskiej, tylko tym razem na innych zasadach. Do oktagonu weszła 55-letnia kobieta, która dosłowanie tylko przez chwile walczyła z 22-letnim chłopakiem, a następnie do oktagonu wskoczył 25-letni syn kobiety, który za nią kontynuował pojedynek. Zmiana była sytuacją niczym z gal wrestlingu. Ostatecznie walkę w drugiej rundzie wygrał syn kobiety, w wyniku unikania walki przez 22-latka.
Epic FC zorganizowało także walkę dwóch kontra dwóch zawodników z zawiązanymi oczami. W walce panował chaos, ponieważ zawodnicy z tych samym par bili siebie nawzajem.
Na jednej z kolejnych gal Epic FC, bloger Grigorij Czystjakow, wystąpił ponownie w walce damsko-męskiej, z tym że walczył przeciwko aż trzem kobietom. Otyły mężczyzna przegrał w drugiej rundzie.
W tym samym roku co powstała federacja Epic FC, rosyjska Punch Club zorganizowała walki w budce telefonicznej. Następnie Punch Club wprowadziło nową formułę rywalizacji nazwaną, Carjitsu, czyli walka w samochodzie.

## Organizacje freak show fight

### Polskie

#### Aktywne
- Fame MMA (2018)
- Prime Show MMA (2022)

#### Organizacje, które zakończyły działalność
- Free Fight Federation (2019)
- MMA-VIP (2021-2022)[39]
- Elite Fighters (2021)
- High League (2021-2023)[40]
- Clout MMA (2023-2024)[41]

### Rosyjskie
- Epic Fighting Championship (2021)
- Punch Club (2021)

### Czeskie
- Clash of the Stars[42][43]
- Red Face[44]